# أنيا شالوترا

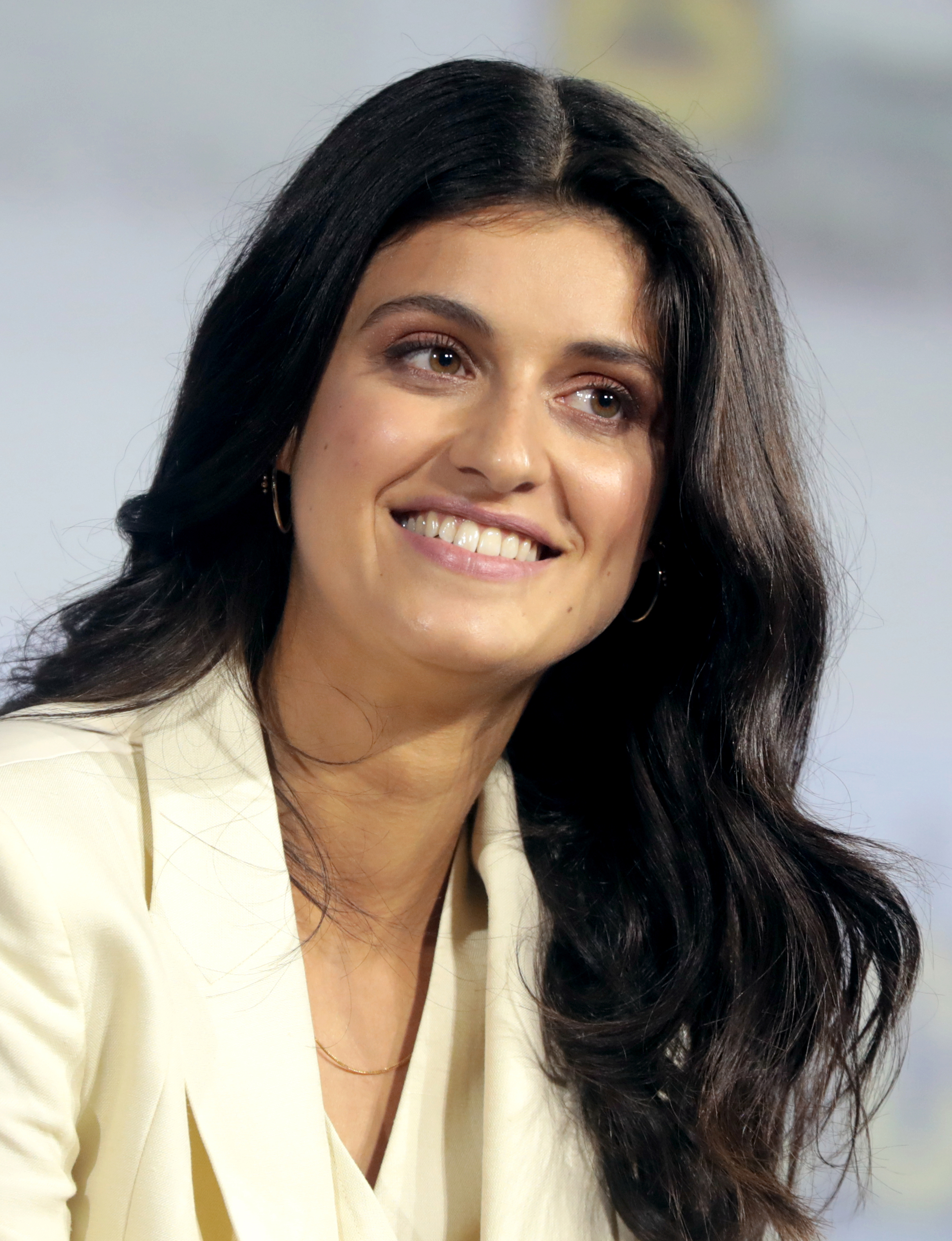
انيا شالوترا : ممثله بريطانيه من اصل هندي بريطاني

{{صندوق معلومات شخص
| الاسم = أنيا شالوترا
| الصورة = Anya Chalotra by Gage Skidmore.jpg
| تعليق الصورة = شالوترا في 2019 سان دييغو كومك كون إنترناشونال
| الاسم عند الولادة = 
| تاريخ الولادة = أنيا شالوترا (من مواليد 21 يوليو 1996) هي ممثلة بريطانية معروفة في المقام الأول بدورها لشخصية يينيفر في مسلسل ذا ويتشر الأصلي لنتفليكس .  قبل ذلك كان لها دور في فيلم ( حب السفر ).

## الطفولة
ولدت تشالوترا في عائلة هندية بريطانية. والدها من أصل هندي بينما والدتها إنجليزية. 
نشأت في قرية لوار بن في ساوث ستافوردشاير، المملكة المتحدة، حيث عاشت مع والديها وشقيقين، أختها الكبرى وشقيقها الصغير.  أكملت تشالوترا دراستها في مدرسة القديس دومينيك لتعليم البنات للبنات في بروود ثم تدربت لاحقًا في أكاديمية لندن للموسيقى والفنون المسرحية (LAMDA) ومدرسة غيلدهول للموسيقى والدراما .  

## مسارها المهني
قامت تشالوترا بدور البطولة في العديد من العروض المسرحية في مسارح وست اند بما في ذلك مسرحية شكسبير ( جعجعة بلا طحن ) و فيلم القرية . 
في عام 2019 ، لعبت تشالوترا دورًا رئيسيًا في دور يينيفر من فينجربرغ في مسلسل ذا ويتشر . 
تم عرض المسلسل لأول مرة في 20 ديسمبر 2019. 

## أعمالها

### مسلسلات
| عام                   | عنوان                  | وظيفة             | ملاحظات                |
| --------------------- | ---------------------- | ----------------- | ---------------------- |
| 2018                  | شهوة حب السفر والتجوال | جنيفر اشمان       | 5 حلقات                |
| 2018                  | جرائم القتل ABC        | ليلي ماربوري      | 3 حلقات                |
| 2019                  | شيروود                 | روبن لوكسلي (صوت) | دور أساسي؛ سلسلة الويب |
| 2019 إلى الوقت الحاضر | الساحر                 | ينفر من فينجربرغ  | دور أساسي              |

## روابط خارجية
- أنيا شالوترا على موقع IMDb (الإنجليزية)
- أنيا شالوترا على موقع روتن توميتوز (الإنجليزية)
- أنيا شالوترا على موقع ألو سيني (الفرنسية)
- أنيا شالوترا على موقع قاعدة بيانات الفيلم (الإنجليزية)
- أنيا شالوترا في قاعدة بيانات الأفلام على الإنترنت